# Analogue
Analogue é o oitavo álbum de estúdio da banda norueguesa A-ha, lançado a 4 de Novembro de 2005.
| Críticas profissionais                                                      | Críticas profissionais |
| Avaliações da crítica                                                       | Avaliações da crítica  |
| Fonte                                                                       | Avaliação              |
| --------------------------------------------------------------------------- | ---------------------- |
| allmusic                                                                    | [ 1 ]                  |
| Entertainment.ie                                                            | [ 2 ]                  |
| TheMusicZine                                                                | [ 3 ]                  |
| Esta tabela precisa de ser acompanhada por texto em prosa. Consulte o guia. |                        |

## Faixas
1. "Celice" - 3:41
2. "Don't Do Me Any Favours" - 3:51
3. "Cosy Prisons" - 4:08
4. "Analogue (All I Want)" - 3:48
5. "Birthright" - 3:45
6. "Holyground" - 4:00
7. "Over The Treetops" - 4:24
8. "Halfway Through The Tour" - 7:26
9. "A Fine Blue Line" - 4:09
10. "Keeper Of The Flame" - 3:58
11. "Make It Soon" - 3:21
12. "White Dwarf" - 4:24
13. "The Summers Of Our Youth" - 3:56

## Créditos
- Morten Harket – Vocal
- Magne Furuholmen – Teclados, vocal
- Paul Waaktaar-Savoy – Guitarra, vocal